# Culicoides mollis
Culicoides mollis är en tvåvingeart som beskrevs av Edwards 1928. Culicoides mollis ingår i släktet Culicoides och familjen svidknott. Inga underarter finns listade i Catalogue of Life.